# Корнинг (Калифорния)
Корнинг (на английски: Corning) е град в щата Калифорния, САЩ. Намира се в окръг Тихейма. Корнинг е с население от 6741 жители (2000 г.) и обща площ от 7,50 км² (2,90 мили²). Разположен е на 84 м (276 фута) надморска височина.